# Сахарное яблоко
Са́харное я́блоко, или Анно́на чешу́йчатая (лат. Annóna squamósa) — плодовое дерево, вид рода Аннона (Annona) семейства Анноновые (Annonaceae).

## Описание

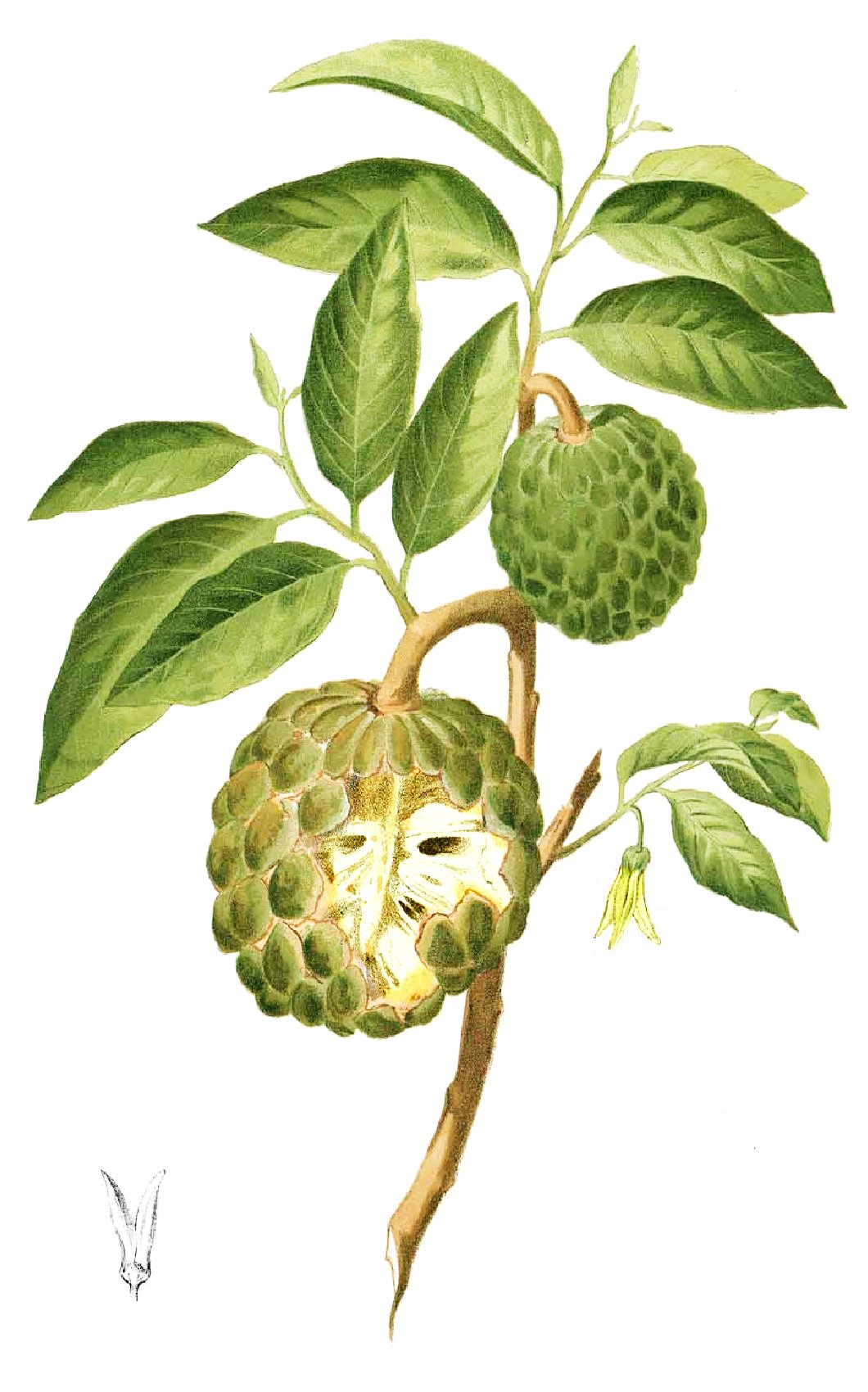

Сахарное яблоко — дерево высотой от 3 до 6 м с двурядными листьями 5—15 см длиной и 2—5 см шириной, ароматными при растирании.
Цветки ароматные, продолговатой формы, 2,5—3,8 см длиной, располагаются вдоль ветвей и имеют два внешних и два внутренних лепестка.
Сложный плод, состоящий из ягод, имеет круглую форму и достигает в длину 10 сантиметров. Внутри плода имеется белая волокнисто-кремовая душистая сочная сладкая мякоть и от 20 до 60 чёрных блестящих семян.

## Распространение
Сахарное яблоко широко культивируется в Южной и Центральной Америке, на Антильских островах, в Индии, Индонезии, Южном Китае, на Филиппинах, в Африке, Австралии и Полинезии.

## Использование
Мякоть спелых плодов сахарного яблока съедобна. Перед употреблением грубая кожура плода обычно вскрывается, затем сегменты мякоти употребляются в пищу, а семена удаляют. Мякоть также используется для изготовления десертов и прохладительных напитков. Ядра семян содержат 14—49 % невысыхающего масла, которое может быть использовано для замены арахисового при производстве мыла. Оно, после обработки щелочью, также может быть использовано в пищевых целях. Из листьев получают качественное эфирное масло, богатое терпенами и сесквитерпенами. Отвар листьев используется как тонизирующее и жаропонижающее средство. Отвар коры и корней, а также недозрелые плоды, обладают вяжущими свойствами и употребляются при дизентерии. В Мексике листья кладут в гнезда кур-несушек, а также натирают листьями полы, поскольку их сильный аромат отпугивает вшей .